# سيد حسن الإسلامي الأردكاني
السيد حسن إسلامي أردكاني (ولد في 23 ديسمبر 1960) هو فيلسوف إيراني وأستاذ الأخلاق في جامعة الأديان والمذاهب. وهو معروف بخبرته في أخلاقيات الفضيلة وأخلاقيات البيئة وأخلاقيات البحث. إسلامي هو الفائز بجائزة الفارابي الدولية عن كتابه "الاستنساخ البشري في المنظور الكاثوليكي والإسلامي".

## الكتب
- الاستنساخ البشري في المنظورين الكاثوليكي والإسلامي ، جامعة الأديان والمذاهب، 2007
- أخلاقيات النقد ، معارف، 2004
- محمد: نبي الرحمة ، خرم، 1997

## طالع أيضًا
- محمود مرعشي النجفي
- أحمد واعظي

## روابط خارجية
- سيد حسن إسلامي أردكاني